# Britta Backlund
Maria Britta Backlund, född 7 mars 1996 i Vikarbyn, är en svensk speedskiåkare som tre år i rad vunnit världscupen i speedski från 2019, Backlund tävlar för Rättviks SLK. Backlund vann också VM i speedski 2019 och 2023.
Den 13 maj 2023 meddelade Britta Backlund att hon avslutar karriären.